# 白背紫珠
白背紫珠（学名：Callicarpa poilanei）为马鞭草科紫珠属的植物。分布在越南、泰国、柬埔寨以及中国大陆的云南等地，生长于海拔200米的地区，目前尚未由人工引种栽培。